# Lili Elbe

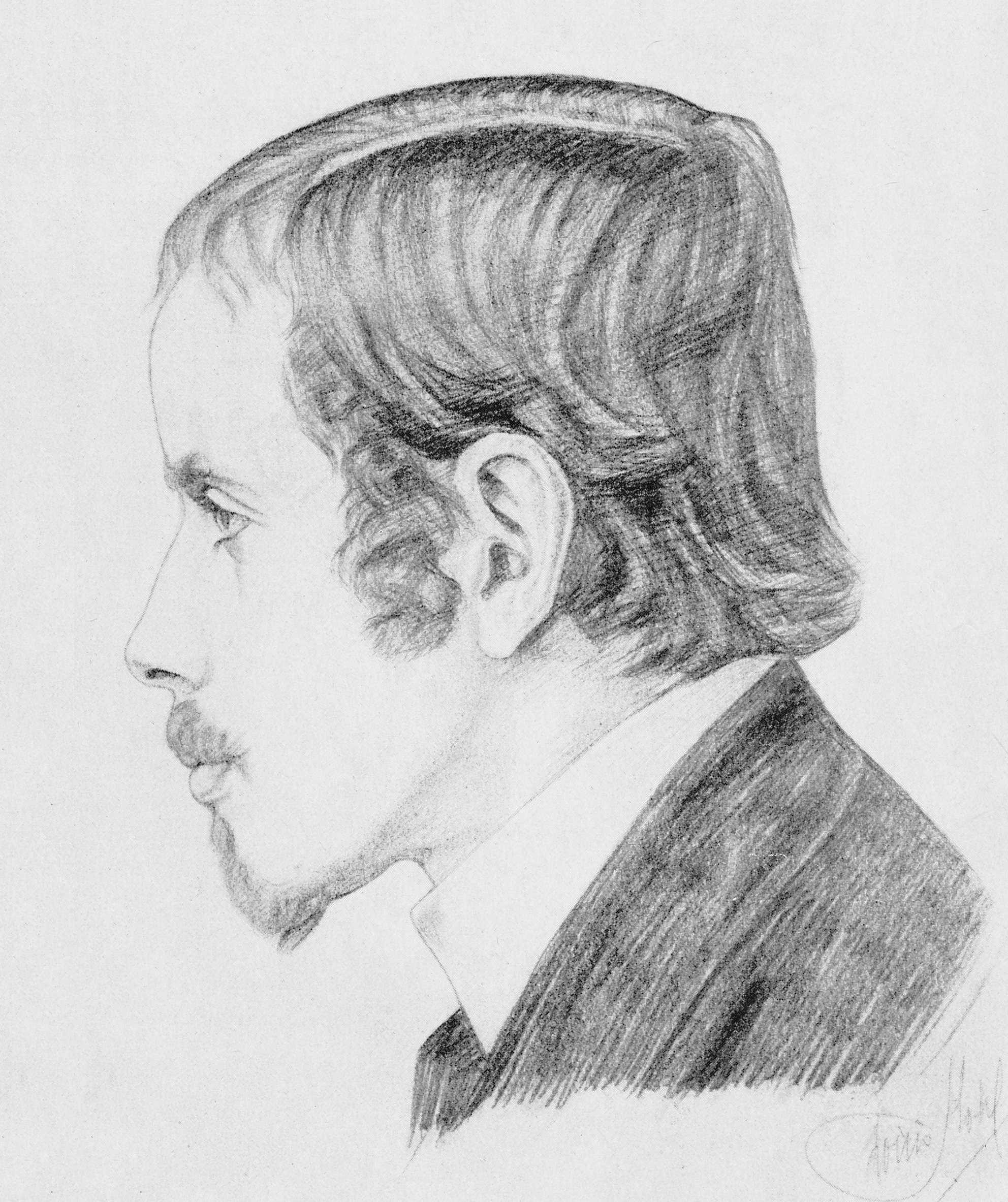
Lili Elbe, c. 1920

Lili Ilse Elvenes (Vejle, 28 de diciembre de 1882 - Alemania, 13 de septiembre de 1931)más conocida como Lili Elbe, fue una pintora danesa. Se convirtió en una de las primeras personas conocidas en recibir una  cirugía de reasignación de sexo

## Lili y Gerda
Lili (quien todavía vivía como hombre y era conocida como Einar Wegener) conoció a Gerda Wegener en la Escuela de Arte de Copenhague (Kunstakademiet), y se casaron en 1904, cuando Lili tenía 22 años y Gerda 19. Ambas trabajaron como ilustradoras. Lili se especializó en pinturas de paisajes mientras que Gerda hizo lo propio con libros ilustrados y revistas de moda. Aparentemente, Lili notó su propensión hacia los vestidos femeninos mientras se encontraba posando como modelo femenina para Gerda. Ambas viajaron por Italia y Francia y se asentaron finalmente en 1912 en París, donde Lili decidió vivir abiertamente como mujer. 
Lili había recibido el premio Neuhausens en 1907, tras exhibir en la Kunstnernes Efterårsudstilling, en el Vejle Art Museum y en el Salon d'Automne de París.

## Lili
Se dio cuenta de que era una mujer transgénero mientras reemplazaba a la modelo ausente de Gerda; Gerda le pidió que vistiera medias y zapatos de tacón para que pudiera sustituir las piernas de la modelo con las suyas para así poder terminar de pintar uno de sus cuadros. Lili se sintió muy cómoda con este arreglo. Al poco tiempo, Gerda se haría famosa por sus pinturas de una mujer con bellos ojos avellanados y vestida a la moda. En 1913 se descubrió que la mujer y preferida modelo de Gerda, era su esposo Einar, quien se identificaba como Lili. 
Después de eso, entre 1920 y 1930 Lili vestía regularmente de mujer, yendo a diferentes fiestas y atendiendo a las visitas en su casa como Lili Elbe. Una de las cosas que le gustaba hacer a Lili era desaparecer, utilizando uno de sus vestidos femeninos, por las calles de París, entre la multitud en el Carnaval. Era aceptada como mujer e incluso recibió una propuesta de matrimonio, muchos años antes de que hiciera su transición quirúrgica. Sólo sus amigos íntimos sabían que ella era una mujer transgénero y para aquellos que no lo sabían, Gerda presentaba a Lili como la prima de Einar.

## Cirugías
En 1931, Lili viajó a Alemania para realizarse una cirugía, la cual era aún muy experimental en ese tiempo. Se llevaron a cabo una serie de cinco operaciones en un período de dos años. La primera intervención consistió en la castración con la extirpación completa de los órganos genitales externos, hecha bajo la supervisión del sexólogo Magnus Hirschfeld en Berlín.
El resto de las cirugías de Elbe las llevó a cabo el doctor Kurt Warnekros en la clínica municipal para mujeres de Dresde. La segunda intervención consistió en un trasplante de ovarios, que fueron tomados de una joven de 26 años de edad. Se los extirparon rápidamente en una tercera y cuarta operación, debido al rechazo y a otras graves complicaciones (que entonces se desconocían). La quinta operación consistió en un trasplante de útero, y estaba pensada para permitir a Lili ser madre, pero resultó también un rotundo fracaso.

## Identidad de género
Se cree que ella probablemente era intersexual; su apariencia era más de mujer que de varón, y podría haber sufrido el síndrome de Klinefelter[cita requerida]. Debido a que la mayoría de las afecciones intersexuales no fueron bien estudiadas y clasificadas hasta después de la muerte de Lili, es difícil ser preciso.
De todas formas, ciertamente tenía un cuerpo femenino y rasgos faciales que la hacían verse como una joven mujer, mejor incluso de lo que se veía como varón. Cuando se presentaba en público como varón, generalmente se la tomaba por una mujer vestida con prendas masculinas.
Un doctor de Dresde decía haber notado ovarios rudimentarios[cita requerida] y los análisis de sangre previos a la intervención indicaban una cantidad considerable de hormonas femeninas a expensas de las masculinas[cita requerida].

## Identidad legal
En el momento de la cirugía de Elbe, su caso ya era una sensación en los periódicos de Dinamarca y Alemania. El rey de Dinamarca invalidó el matrimonio de los Wegener en octubre de 1930, y Lili consiguió obtener legalmente el cambio de sexo y de nombre, y recibió un pasaporte con su nombre femenino. También dejó de pintar, ya que creía que eso era algo que hacía como varón, y ya no le correspondía hacerlo más con su nueva identidad como mujer.
Gerda Wegener se casó con un oficial, aviador y diplomático italiano, el mayor Fernando "Nando" Porta, y se mudaron a Marruecos, donde tuvo conocimiento de la muerte de Elbe, a quien Gerda se referiría como "mi pobre y pequeña Lili". Tras vivir varios años en Marrakech y Casablanca, los Porta se divorciaron, y Gerda regresó a Dinamarca, donde murió en 1940.
Tras la disolución del matrimonio de los Wegener, Elbe aceptó una propuesta de matrimonio de un varón desconocido, pensando en casarse tan pronto como pudiera estar lista para ser madre.

## Muerte
Lili inició una relación con el marchante de arte francés Claude Lejeune, con quien quería casarse y tener hijos. Estaba ansiosa por su cirugía final que implicaba un trasplante de útero.
En junio de 1931, Lili tuvo una operación que consistió en la implantación de un útero y la construcción de una vagina, ambos procedimientos nuevos y experimentales en ese momento. Sin embargo, su sistema inmunológico rechazó el útero trasplantado y desarrolló una infección. 
Al saber que su final estaba cerca, Lili escribió a su hermana "Anoche soñé con mamá. Me cogió en sus brazos y me llamó Lili". "Soy Lili, vital y he probado que he tenido el derecho a vivir durante 14 meses. Puede que 14 meses no sea mucho tiempo, pero a mí me han parecido una vida entera y feliz".
Murió el 13 de septiembre de 1931, tres meses después de la cirugía, de un paro cardíaco provocado por la infección.
Lili fue enterrada en Trinitatisfriedhof en Dresde. La tumba fue demolida en la década de 1960. En abril de 2016, se inauguró una nueva lápida, financiada por Focus Features, la productora de La chica danesa.

## Libros
- Un libro sobre la vida de Lili Elbe, Man into Woman (editado por Ernst Ludwig Hathorn Jacobson utilizando el pseudónimo de Niels Hoyer) fue publicado en 1933. A lo largo del libro también se utilizan pseudónimos para los amigos. ISBN 0-9547072-0-6

- La novela de David Ebershoff llamada The Danish Girl (2001), se convirtió en un superventas internacional y fue traducido a una docena de idiomas. La novela ha sido adaptada para la pantalla por los productores Gail Mutrux y Neil LaBute. ISBN 0-14-029848-7

- Un registro detallado de las operaciones de Lili Elbe, su preparación y el papel de Magnus Hirschfeld pueden ser encontrados en el estudio alemán Schnittmuster des Geschlechts. Transvestitismus und Transsexualität in der frühen Sexualwissenschaft por el doctor Rainer Herrn (2005), pags. 204-211. ISBN 3-89806-463-8

## Películas
- El actor Eddie Redmayne protagonizó La chica danesa (Reino Unido, 2015), una película en la que dio vida a la artista transexual. La cinta, basada en la novela homónima de David Ebershoff, fue  dirigida por Tom Hooper, con Lucinda Coxon a cargo del guion. Redmayne consiguió una nominación al premio Oscar por su papel. La actriz Alicia Vikander obtuvo el Oscar a la mejor actriz de reparto por el papel de Gerda Wegener.